# Lijst van spelers van US Pro Vercelli Calcio
Deze lijst omvat voetballers die bij de Italiaanse voetbalclub US Pro Vercelli Calcio spelen of gespeeld hebben. De spelers zijn alfabetisch gerangschikt.

## A
- Matteo Abbate
- Alessandro Ajmone Marsan
- Alberto Aladje
- Daniele Altobelli
- Aniello Ambrosio
- Francesco Anacoura
- Luca Anania
- Anderson
- Alessandro Andreini
- Enrico Antonioni
- Guido Ara
- Christian Araboni
- Mario Ardissone
- Francesco Ardizzone
- Fabio Artico

## B
- Loris Bacchetti
- Andrea Bagnoli
- Enrico Baldini
- Roberto Bandirali
- Mattia Bani
- Luca Bartolini
- Nazzareno Belfasti
- Niccolò Belloni
- Fabio Bellotti
- Stefano Beltrame
- Angelo Bencivenga
- Mirko Benin
- Felice Berardo
- Giacomo Beretta
- Alberto Bernardi
- Filippo Berra
- Marcelo Bertinetti
- Angelo Binaschi
- Francesco Borello
- Martino Borghese
- Andrea Boscolo
- Piero Bossola
- Luca Bossola
- Giovanni Bossola
- Pier Luigi Branduardi
- Emanuele Bruni
- Alessandro Budel
- Cristian Bunino

## C
- Mauro Calvi
- Tommaso Cancellotti
- Lorenzo Capello
- Andrea Caracciolo
- Gaetano Caridi
- Giuseppe Carillo
- Alan Carlet
- Federico Carraro
- Massimo Carrera
- Angelo Casadei
- Giacomo Casoli
- Alessandro Castagna
- Fabio Castellano
- Luca Castiglia
- Eusebio Castigliano
- Ezio Cavagnetto
- Giancarlo Cavaliere
- Vincenzo Celoria
- Giacomo Ceredi
- Emanuele Chiaretti
- Andrea Citterio
- Maurizio Codogno
- Maurizio Coletto
- José Colman
- Angelo Colombo
- Mohamed Coly
- Bruno Conza
- Andrea Corduri
- Carlo Corna
- Francesco Cosenza
- Achille Coser
- Anderson Costa
- Andrea Cristiano
- Giuseppe Cristiano
- Marco Cristini

## D
- Antonio D'Agostino
- Matteo D'Alessandro
- Daniele Dalla Bona
- Dejan Danza
- Elio De Silvestro
- Flavio Del Barba
- Teobaldo Depetrini
- Matteo Di Piazza
- Nunzio Di Roberto
- Donato Di Sabato
- Paolo Di Sarno
- Nicoló Donida

## E
- Osariemen Ebagua
- Fabio Eguelfi
- Entonjo Elezaj
- Simone Emmanuello
- Horacio Erpen
- Vinicio Espinal
- Alessio Esposito
- Christian Esposito
- Umberto Eusepi

## F
- Andrea Fabbrini
- Gianni Fabiano
- Massimiliano Farris
- Pietro Ferraris
- Mario Ferraris
- Pietro Ferraro
- Ivan Ferretti
- Michele Ferri
- Marco Ferro
- Lorenzo Filippini
- Attila Filkor
- Riccardo Fochesato
- Roberto Fogli
- Michele Foglia
- Luca Forte
- Marco Franceschetti
- Vincenzo Fresia
- Marco Fummo

## G
- Gabriel
- Guido Gallovich
- Ruben Garlini
- Massimiliano Gatto
- Francesco Gazo
- Gael Genevier
- Umberto Germano
- Shadi Ghosheh
- Alessandro Gilardi
- Luigi Giuliano
- Guido Gomez
- Alain Goury
- Giuseppe Greco
- Simone Groppi
- Paolo Grossi
- Mario Guidetti

## H
- Jakub Hromada
- Tony Huston
- Pietro Iemmello
- Alessio Innocenti
- Giovanni Innocenti
- Dramane Konaté
- Njazi Kuqi

## L
- Andrea La Mantia
- Gianluca Lapadula
- Iacopo La Rocca
- Claudio Labriola
- Graziano Landoni
- Elia Legati
- Pietro Leone
- Alberto Libertazzi
- Matteo Liviero
- Cristian Lizzori
- Mattia Lombardo
- Moreno Longo
- Carlalberto Ludi
- Gregorio Luperini
- Sebastiano Luperto
- Davide Luppi

## M
- Ermando Malinverni
- Dominique Malonga
- Carlo Mammarella
- Livio Manzin
- Mario Maraschi
- Federico Marchetti
- Ettore Marchi
- Giuseppe Marchioro
- Andrea Marconi
- Marcos Miranda
- Andrea Mariano
- Marco Martini
- Alberto Masi
- Luca Matteassi
- Francesco Mattuteia
- Kelvin Matute
- Bruno Mazzia
- Stefano Mazzocco
- Riccardo Melgrati
- Vittorio Mero
- Felice Milano
- Giuseppe Milano
- Luca Milesi
- Walter Mirabelli
- Marco Modolo
- Mirko Monetta
- Leonardo Moracci
- Alessandro Moretti
- Daniele Moretti
- Claudio Morra
- Stefano Murante
- Roberto Murgita
- Gianluca Musacci
- Søren Mussmann
- Mattia Mustacchio

## N
- Stefano Negro
- Timothy Nocchi
- Matteo Nodari

## O
- Antonio Obbedio
- Claudio Onofri
- Luca Orlando

## P
- Andrea Palazzi
- Adriano Panepinto
- Piero Panzanaro
- Giuseppe Parodi
- Marcos Ariel de Paula
- Franco Pedroni
- Federico Peluso
- Vincenzo Pepe
- Angelo Pereni
- William Pianu
- Angelo Piccaluga
- Mirko Pigliacelli
- Silvio Piola
- Giovan Pirovano
- Giuseppe Pisani
- Álex Pontons
- Ivan Provedel
- Vincenzo Provera
- Paolo Pupita

## Q
- Carlo Quario

## R
- Gino Raffin
- Nicola Ragagnin
- Daniele Ragatzu
- Cristian Raimondi
- Luciano Ramella
- Alessandro Rampini
- Carlo Rampini
- Alessandro Ranellucci
- Andrea Rognone
- Gianluca Rolandone
- Antonio Romano
- Ronaldo
- Stefano Rondinella
- Virginio Rosetta
- Fausto Rossi
- Andrea Rosso
- Severino Rosso
- Giuseppe Ruggiero
- Danilo Russo

## S
- Eugenio Salvaneschi
- Giovanni Sassi
- Gabriele Savino
- Massimiliano Scaglia
- Christian Scalvini
- Christian Scalzo
- Manuel Scavone
- Riccardo Secondo
- Carlo Servetto
- Giuseppe Servetto
- Simone Sini
- Carlo Soldo
- Paolo Sollier
- Angelo Spanio
- Alessandro Spanò
- Adolfo Daniele Speranza
- Mattia Spezzani
- Mattia Sprocati
- Ernesto Starita
- Giuseppe Statella
- Massimo Storgato

## T
- Enrico Tacchini
- Max Taddei
- Andrea Tagliaferri
- Luca Tagliavacche
- Simone Talpa
- Davide Tedoldi
- Fabio Tibaldo
- Simone Tiribocchi
- Romano Tozzi Borsoi
- Filippo Tripicchio
- Pietro Tripoli

## V
- Armando Vajushi
- Alex Valentini
- Modesto Valle
- Alessandro Vinci
- Sergio Viotti
- Annibale Visconti
- Francesco Visconti

## Z
- Andrea Zaccagno
- Mario Zanello
- Marco Zaninelli
- Gianmarco Zigoni
- Vittorio Zorzoli